# Euphyia bifusata
Euphyia bifusata är en fjärilsart som beskrevs av Walker 1862. Euphyia bifusata ingår i släktet Euphyia och familjen mätare. Inga underarter finns listade i Catalogue of Life.